# Chris Castor
Christopher David Castor (Burlington, 13 aprile 1960) è un ex giocatore di football americano statunitense che ha militato nel ruolo di wide receiver per due stagioni per i Seattle Seahawks della National Football League (NFL).

## Carriera
Conosciuto per essere uno dei giocatori più rapidi dei suoi tempi,  Castor fu scelto nel Draft USFL 1983 dai Tampa Bay Bandits nel quinto giro. Anche se Tampa Bay gli offrì un contratto di 35.000 dollari all'anno, con un bonus alla firma di 10.000 dollari, decise di attendere il Draft NFL e non firmò. Nel Draft NFL 1983, Castor fu scelto nel quinto giro dai Seattle Seahawks.
Castor giocò per i Seahawks nelle stagioni 1983 e 1983, per un totale di 23 partite. Nel 1985 fu inserito in lista infortunati a causa della rottura di una clavicola. Si ritirò ufficialmente dal football professionistico nel 1986, esprimendo il desiderio di allenare.